# Bahaba taipingensis
Bahaba taipingensis és una espècie de peix de la família dels esciènids i de l'ordre dels perciformes.

## Morfologia
- Els mascles poden assolir 200 cm de longitud total i 100 kg de pes.[3][4]

## Reproducció
Assoleix la maduresa sexual en arribar als 13 kg de pes i els 35-40 cm de longitud.

## Alimentació
Els adults mengen gambes, crancs i d'altres crustacis.

## Hàbitat
És un peix de clima tropical i bentopelàgic.

## Distribució geogràfica
Es troba al sud de la Xina: des del riu Iang-Tsé fins a Hong Kong, incloent-hi Zhejiang, Fujian, Shanghai i Macau.

## Ús comercial
La seua bufeta natatòria és molt apreciada per les seues propietats medicinals i com a tònic general per a la salut. El preu d'aquest òrgan depèn de la seua edat i la forma, el sexe i la mida, i, fins i tot, del lloc i la temporada de captura dels peixos. El seu valor de mercat (per kg) ha augmentat d'uns pocs dòlars estatunidens a finals de 1930 a fins a 20.000-64.000 dòlars durant el període 2000-2001.

## Estat de conservació
Es troba amenaçat d'extinció a causa de la pesca intensiva, tot i que es troba, en teoria, protegit per les lleis de la República Popular de la Xina. Es creu que hi ha a l'entorn de 30 flotes pesqueres que operen a tot l'estuari del riu Perla dedicades exclusivament a la pesca d'aquesta espècie, les quals en capturen 2.500 kg anyalment. A causa del seu alt valor econòmic, la pesca continua tot i que el nombre de la seua població davalla any rere any.

## Observacions
És inofensiu per als humans.